# Barycnemis tlaxcala
Barycnemis tlaxcala là một loài tò vò trong họ Ichneumonidae.